# Префектура Карафуто

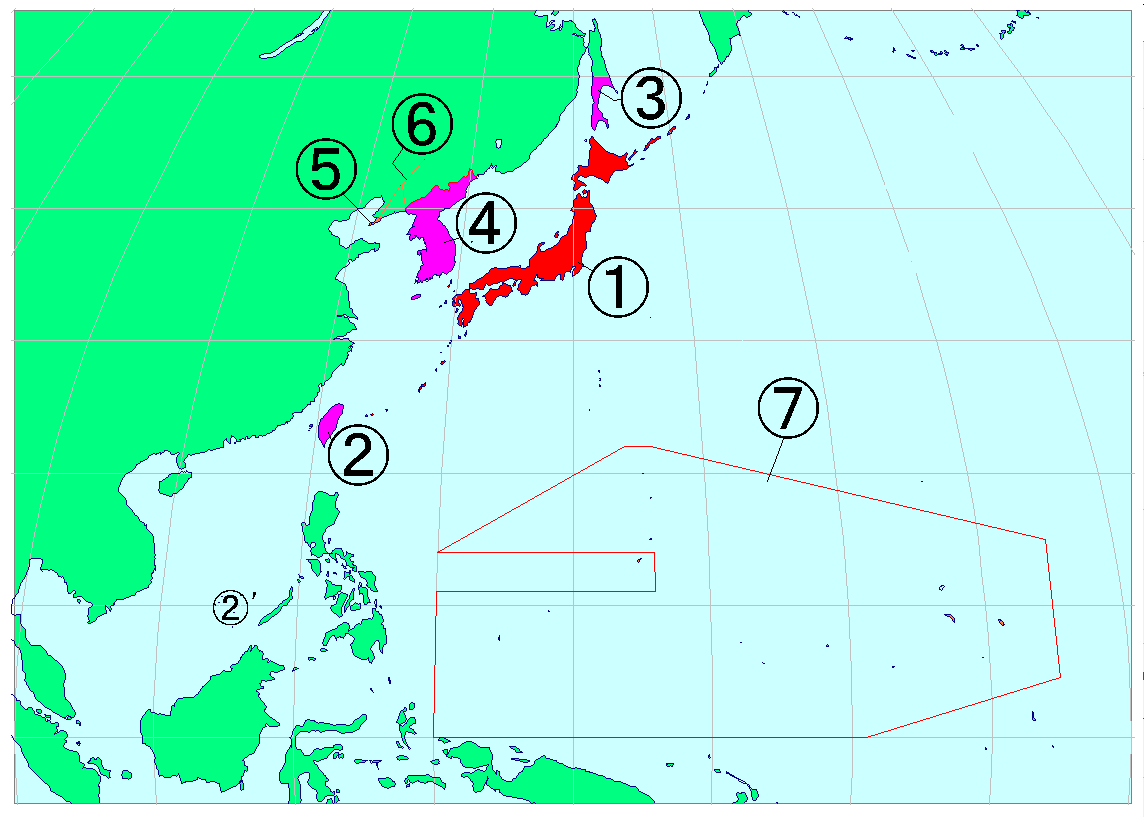
3. Префектура Карафуто.

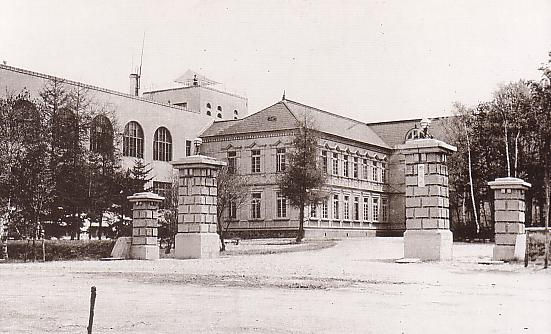
Адміністрація префектури.

Префекту́ра Кара́футо (яп. 【樺太庁】, からふとちょう, карафуто-чьō, «управління Карафуто») — адміністративно-територіальна одиниця Японської імперії в 1907—1945 роках на південному Сахаліні, префектура. Наступник Народного управління Карафто (1905—1907). Адміністративний центр — місто Тойохара. Населення становило 406.557 осіб (1941). 25 серпня 1945 року окупована радянськими військами в ході Радянсько-японської війни. Утворена на її території Південно-Сахалінська область у 1947 р. була приєднана до Сахалінської області Росії. Інша назва — Південний Сахалін.

## Історія

### До 1907 р.
Перше японське поселення на півдні острова — Отомарі — з'явилося в 1679 р. Острів був названий японцями Кіта-Едзо, тобто Північний Едзо (Хоккайдо). Тільки з 1805 року тут стали з'являтися перші російські кораблі.
У 1845 р. Японія в односторонньому порядку проголосила суверенітет над усім островом і Курильськими островами. Проте за Симодським трактатом (1855) між Росією і Японією Сахалін було визнано їхнім спільним нероздільним володінням. За Санкт-Петербурзьким договором 1875 р. Росія отримувала у власність острів Сахалін, натомість передаючи Японії всі, у тому числі північні, Курильські острови. Після поразки Російської імперії в Російсько-японській війні 1904—1905 років, згідно з Портсмутським договором, частина Сахаліну на південь від 50-ї паралелі північної широти стала колонією Японії у 1905 р.
В 1907 році на території Південного Сахаліну була утворена японська префектура Карафуто з центром у місті Отомарі, потім у місті Тойохара (сучасний Южно-Сахалінськ).

### Після 1907 р.
У 1920 році Карафуто було офіційно присвоєно статус зовнішньої японської території. Управління префектурою і її розвиток перейшло під егіду Міністерства у справах колоній. Після Миколаївського інциденту в 1920 році Японія тимчасово захопила північну половину Сахаліну й окупувала її до встановлення офіційних дипломатичних відносин із Радянським Союзом у 1925 році, проте Японія мала концесії на нафту і вугілля на Північному Сахаліні до 1944 року. 1 квітня 1943 Карафуто була включена до складу «внутрішніх земель» (内地).

### Радянсько-японська війна
5 квітня 1945 року СРСР одноосібно денонсував японсько-радянський пакт про нейтралітет, а 8 серпня того ж року оголосив війну Японії. Наступ радянських військ на префектуру Карафуто почався 11 серпня, за 4 дні до капітуляції Японії. Радянський 56-й стрілецький корпус, частини 16-ї армії, що складався з 79-ї стрілецької дивізії, 2-ї стрілецької бригади, 5-ї стрілецької бригади і 214-ї танкової бригади, напали на японську 88-му піхотну дивізію. Хоча співвідношення Червоної армії до японських військ було три до одного, вони просувалися повільно через сильний опір японців. Його не було здолано аж до 16 серпня, до десантування 113-ї стрілецької бригади і 365-го окремого стрілецького батальйону морської піхоти з міста Радянська Гавань у Тооро. 22—23 серпня більшість військових японських частин погодилися на припинення вогню. Радянське вторгнення на Карафуто завершився захопленням Тойохари 25 серпня 1945 року.

### Окупація
Населення Карафуто становило понад 400 тис. осіб, коли радянський наступ почався на початку серпня 1945 року. Більшість із них були японського або корейського походження, хоча була також невелика біла російська громада, а також деяка кількість тубільців острову —  айну. На момент припинення вогню приблизно 100 000 цивільних осіб вдалося втекти на Хоккайдо. Військовий уряд, встановлений Радянською Армією, заборонив місцеву пресу, конфіскував автомобілі та радіоприймачі та ввів комендантську годину. Місцеві керівники і чиновники допомогли радянській владі[джерело?] в процесі реконструкції, депортації до рабських трудових таборів, на Північний Сахалін або до Сибіру. У школах були введені курси марксизму-ленінізму.
Крок за кроком Карафуто втратила японську самобутність. Південно-Сахалінська область була утворена у лютому 1946 року, а до березня всі міста, села й вулиці були перейменовані на російський кшталт.
У жовтні 1946 року СРСР почав репатріацію всіх японців, що лишалися на острові. До 1950 року більшість із них було вислано на Хоккайдо, хоча вони повинні були залишити все своє майно, у тому числі будь-яку валюту російську або японську, тому вони прибули на Японські острови без гроша.

## Військо
- З 16 березня 1944 по 15 серпня 1945 року перебувало під захистом 5-го фронту Імперської армії Японії, що також обороняв префектуру Хоккайдо (острів Хоккайдо й прилеглі малі острови, Курильські острови).

## Цікаві факти
- До 10 квітня 2002 року в Римсько-католицькій церкві існувала «Апостольська префектура Карафуто» (лат. Apostolica Praefectura Karafutoensis), яка поширювалася на терени колишньої японської префектури Карафуто й входила до складу Іркутської діоцезії святого Йосипа на території Росії. Останнім апостольську префектуру очолював єпископ-поляк Єжи Мазур, що носив титул «ординарій єпископа святого Йосипа й адміністратор префектури Карафуто». МЗС Росії негативно розцінило використання в єпископській титулатурі японської назви «Карафуто» й 2002 року заборонило Мазуру в'їзд до країни «з метою збереження безпеки Російської Федерації»[2][3]. Після цього апостольська префектура Карафто була перейменована на «Південно-Сахалінську» (лат. Apostolica Praefectura Sachaliniana Meridionalis) з прямим підпорядкуванням Ватикану[4].